# Урманаевское сельское поселение
Урманаевское сельское поселение — сельское поселение в Азнакаевском районе Татарстана.
Административный центр — село Урманаево.
В состав поселения входит 2 населённых пункта.

## Административное деление
- с. Урманаево
- пос. Первое Мая

## Население
| 2010 | 2011 | 2012 | 2013 | 2014 | 2015 | 2016 |
| ---- | ---- | ---- | ---- | ---- | ---- | ---- |
| 871  | ↘868 | ↗870 | ↘857 | ↘847 | ↘822 | ↘818 |
| 2017 | 2018 | 2019 | 2020 |      |      |      |
| ↘804 | ↘781 | ↘777 | ↘770 |      |      |      |